# Jogos Mundiais Militares de 1995
Os Jogos Mundiais Militares de 1995 ou 1º Jogos Mundiais Militares do CISM foram um evento multiesportivo militar ocorrido entre 4 e 16 de Setembro de 1995 na cidade de Roma, capital da Itália, cinquenta anos após o fim da Segunda Guerra Mundial e a assinatura da Carta das Nações Unidas.
A competição reuniu em sua primeira edição mais de 4 mil atletas, que disputaram 17 modalidades esportivas.

## Abertura
A abertura do evento, foi realizada no Estádio Olímpico de Roma, reuniu cerca de 30 mil pessoas e contou com a presença de personalidades como o presidente do Comitê Olímpico Internacional, na época, Juan Antonio Samaranch e o papa João Paulo II, que discursou na cerimônia inaugural, falando sobre o valor do esporte como nova forma de comunicação entre as Forças Armadas de diversos países.

## O Evento
A competição durou duas semanas, 500 mil pessoas assistiram aos Jogos presentes nos locais de competição. A prova de ciclismo, atraiu mais de 200 mil pessoas ao longo do seu percurso, nas ruas de Roma. O nadador Denis Pankratow da Federação Russa foi escolhido como o melhor atleta dos Jogos, ele saiu vencedor das provas de 100 e 200 metros borboleta, estabelecendo novos recordes militares. No ano seguinte, ele ganharia a medalha de ouro das mesmas provas nos Jogos Olímpicos de Atlanta. Outros nomes de peso do esporte que participaram da edição inaugural foram o fundista Paul Tergat do Quênia, o jogador de futebol Alessandro del Piero, da Itália e o saltador Jean Galfione, da França.

## Quadro de Medalhas

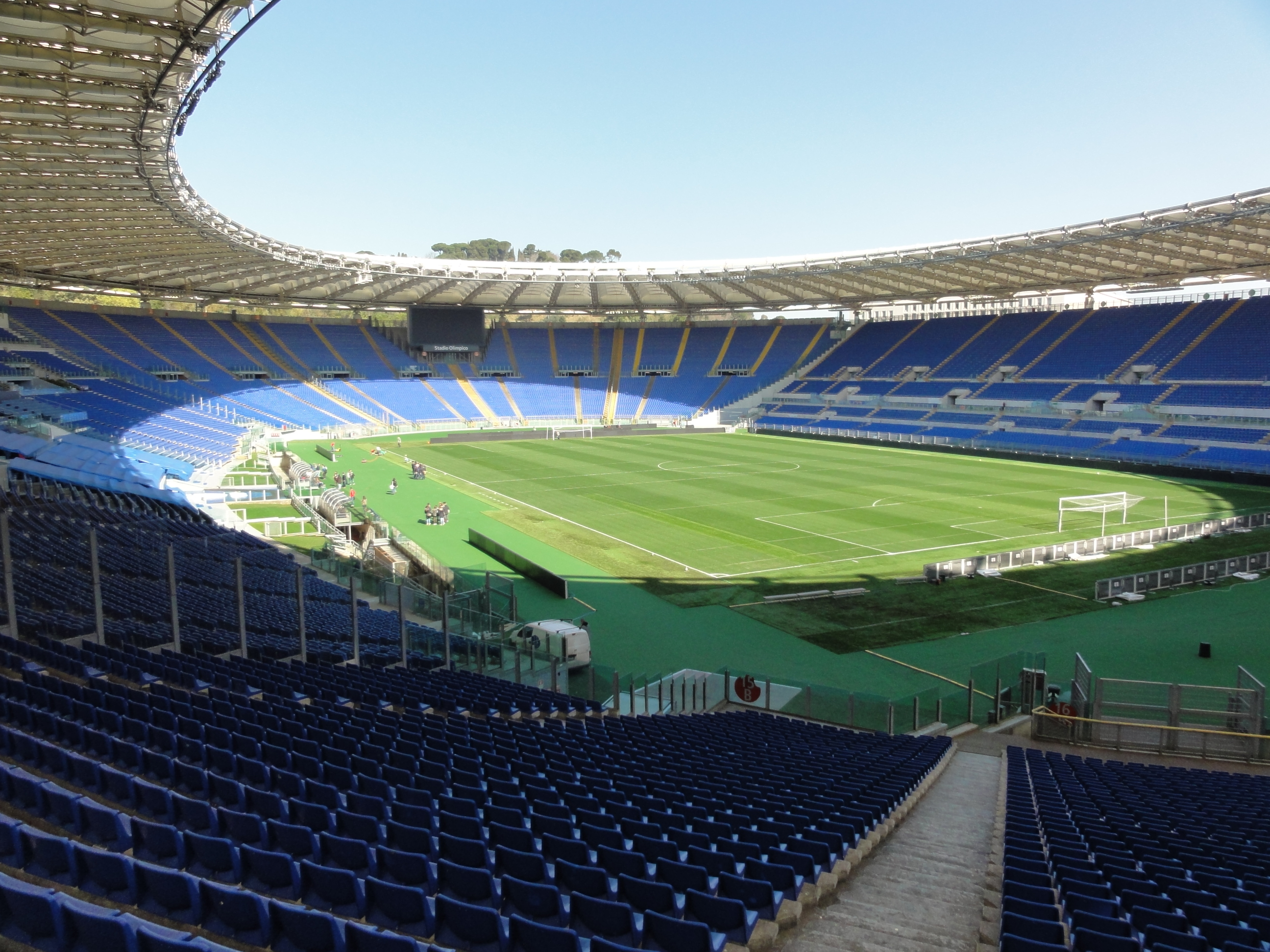
Interior do Estádio Olímpico, sede dos jogos

| Ordem | País                   | Medalha de ouro | Medalha de prata | Medalha de bronze | Total |
| ----- | ---------------------- | --------------- | ---------------- | ----------------- | ----- |
| 1     | Rússia                 | 62              | 28               | 37                | 127   |
| 2     | Itália                 | 22              | 16               | 13                | 51    |
| 3     | China                  | 11              | 20               | 15                | 46    |
| 4     | França                 | 9               | 13               | 15                | 37    |
| 5     | Coreia do Norte        | 9               | 8                | 5                 | 22    |
| 6     | Alemanha               | 8               | 16               | 22                | 46    |
| 7     | Ucrânia                | 7               | 14               | 9                 | 30    |
| 8     | Estados Unidos         | 6               | 7                | 8                 | 21    |
| 9     | Turquia                | 6               | 1                | 2                 | 9     |
| 10    | Polônia                | 4               | 5                | 8                 | 17    |
| 11    | Roménia                | 4               | 5                | 6                 | 15    |
| 12    | Quénia                 | 4               | 3                | 5                 | 12    |
| 13    | Bélgica                | 3               | 3                | 3                 | 9     |
| 14    | Suécia                 | 3               | 1                | 1                 | 5     |
| 15    | Irã                    | 2               | 5                | 3                 | 10    |
| 16    | Áustria                | 2               | 0                | 0                 | 2     |
| 17    | Coreia do Sul          | 1               | 5                | 8                 | 14    |
| 18    | Finlândia              | 1               | 5                | 1                 | 7     |
| 19    | Noruega                | 1               | 3                | 3                 | 7     |
| 20    | Marrocos               | 1               | 2                | 2                 | 5     |
|       | Eslováquia             | 1               | 2                | 2                 | 5     |
| 22    | Países Baixos          | 1               | 1                | 1                 | 3     |
|       | Arábia Saudita         | 1               | 1                | 1                 | 3     |
| 24    | Azerbaijão             | 1               | 1                | 0                 | 2     |
|       | República Checa        | 1               | 1                | 0                 | 2     |
| 26    | Cazaquistão            | 1               | 0                | 3                 | 4     |
| 27    | Arménia                | 1               | 0                | 2                 | 3     |
|       | Hungria                | 1               | 0                | 2                 | 3     |
|       | Suíça                  | 1               | 0                | 2                 | 3     |
|       | Síria                  | 1               | 0                | 2                 | 3     |
| 31    | Canadá                 | 1               | 0                | 0                 | 1     |
|       | Gabão                  | 1               | 0                | 0                 | 1     |
|       | Emirados Árabes Unidos | 1               | 0                | 0                 | 1     |
| 34    | Belarus                | 0               | 4                | 8                 | 12    |
| 35    | Tailândia              | 0               | 3                | 3                 | 6     |
| 36    | Brasil                 | 0               | 1                | 2                 | 3     |
| 37    | Argélia                | 0               | 1                | 0                 | 1     |
|       | Irlanda                | 0               | 1                | 0                 | 1     |
|       | Mongólia               | 0               | 1                | 0                 | 1     |
| 40    | Bulgária               | 0               | 0                | 4                 | 4     |
| 41    | Estônia                | 0               | 0                | 2                 | 2     |
|       | Eslovênia              | 0               | 0                | 2                 | 2     |
| 43    | Croácia                | 0               | 0                | 1                 | 1     |
|       | Dinamarca              | 0               | 0                | 1                 | 1     |
|       | Grécia                 | 0               | 0                | 1                 | 1     |
|       | Portugal               | 0               | 0                | 1                 | 1     |
| Fonte |                        |                 |                  |                   |       |